# Xizhi
Xizhi (chiń. 汐止; pinyin Xìzhǐ; pe̍h-ōe-jī Se̍k-chí) – dzielnica (chiń. 區, qū) miasta wydzielonego Nowe Tajpej na Tajwanie. Znajduje się we wschodniej części miasta.
Do roku 1999 było gminą miejską (chiń. 鎮, zhèn); w tym roku zostało przekształcone w miasto (chiń. 市, shì). 23 czerwca 2009 komitet przy Ministrze Spraw Wewnętrznych Republiki Chińskiej zarekomendował przekształcenie dotychczasowego powiatu Tajpej (chiń. trad. 臺北縣; pinyin Taibei xiàn) w miasto wydzielone; wszystkie miasta, jak Xizhi, i gminy wchodzące w skład powiatu zostały przekształcone w dzielnice (chiń. 區, qū). Ustawa weszła w życie 25 grudnia 2010 roku.
Populacja dzielnicy Xizhi w 2016 roku liczyła 197 749 mieszkańców – 101 151 kobiet i 96 598 mężczyzn. Liczba gospodarstw domowych wynosiła 85 998, co oznacza, że w jednym gospodarstwie zamieszkiwało średnio 2,3 osoby.

## Demografia (2010–2016)
| Rok  | Liczba ludności | Gęstość zaludnienia | Kobiety | Mężczyźni | Gospodarstwa domowe |
| ---- | --------------- | ------------------- | ------- | --------- | ------------------- |
| 2010 | 189 618         | 2662                | 95 398  | 94 220    | 79 292              |
| 2011 | 190 679         | 2676                | 96 243  | 94 436    | 80 361              |
| 2012 | 192 676         | 2704                | 97 547  | 95 129    | 81 979              |
| 2013 | 194 200         | 2726                | 98 729  | 95 471    | 83 244              |
| 2014 | 195 140         | 2739                | 99 419  | 95 721    | 84 229              |
| 2015 | 196 028         | 2751                | 100 126 | 95 902    | 85 024              |
| 2016 | 197 749         | 2775                | 101 151 | 96 598    | 85 998              |